# 艦内神社

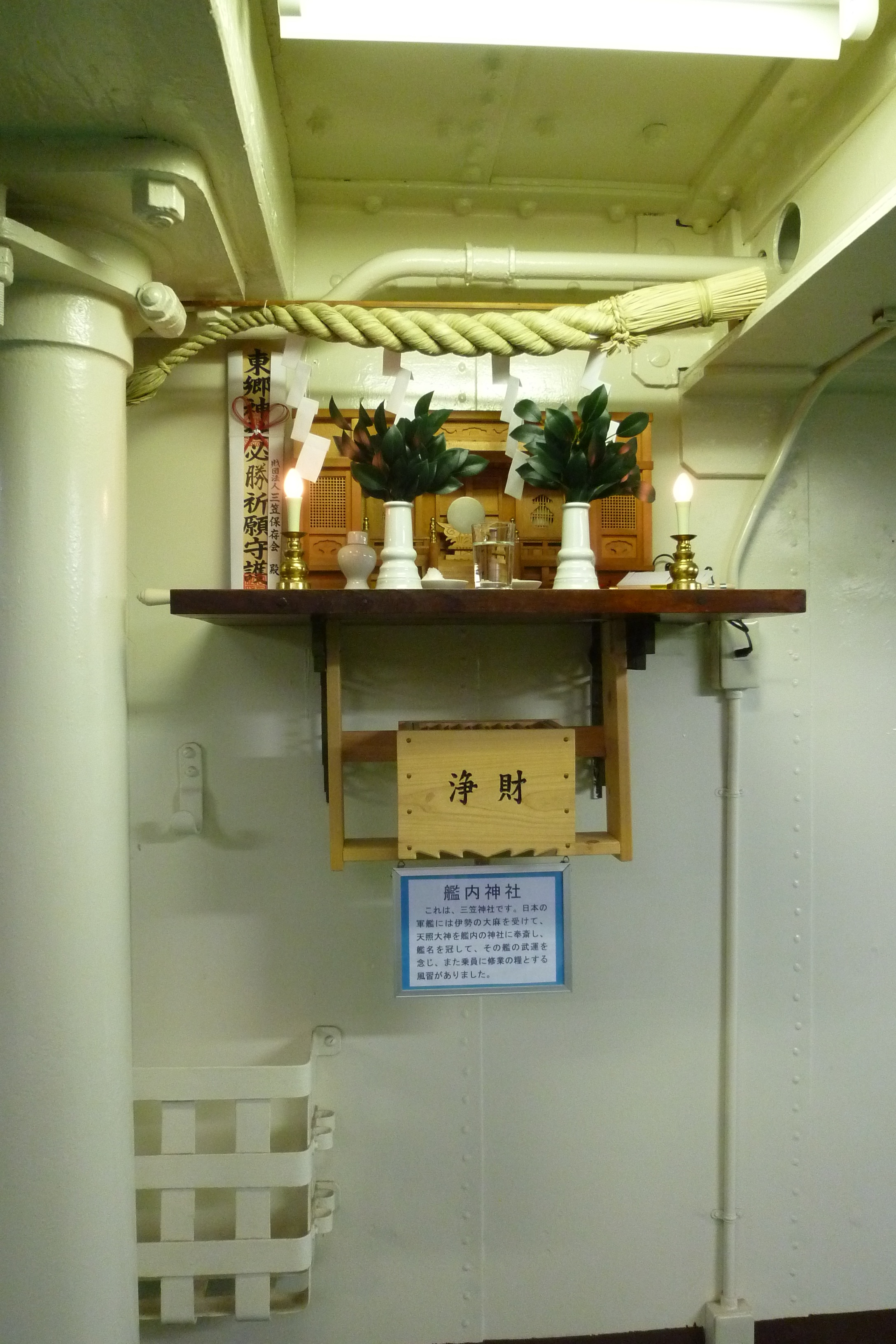
三笠の艦内神社

艦内神社（かんないじんじゃ）とは、軍艦や艦艇などの内に設けられる小規模の神社のことである。
これらは法令上の根拠があるものではなく、関係者の任意によって設けられたものであり、専任の神職は存在しない。

## 概要
神社と呼ばれてはいるものの、陸の神社と比べ規模は小さく、潜水艦や駆逐艦などの小型艦艇になると、大きい神棚程度のものであるとされている。
大体は艦長室付近や食堂付近などの人の集まる所に設置される。日本海軍時代には天皇の御真影・勅諭とともに安置された。
伊勢神宮より皇大神宮別大麻を奉斎する例もある。
艦内神社と関連する神社から神主が当該軍艦に派遣され祭祀をおこなったり、艦長や乗組員が参拝するなどの交流があった。艦内生活においても、四大節では艦長以下乗組員が正装で礼拝するなど、艦艇および乗組員の氏神としての性格を持つ。
日本では古くから海上交通の安全を祈願するため、船霊を祭るという信仰が伝えられてきており、艦内神社もその延長線上に存在するとされるが、艦内神社自体の成立が日清戦争後から日露戦争前にかけてとする証言もあり、船霊との関連は明らかではない。軍船の上で神霊（住吉三神）を勧請して祀るという行為は、伝説上、三韓征伐（4世紀末）の前に見られる。

## 船霊信仰

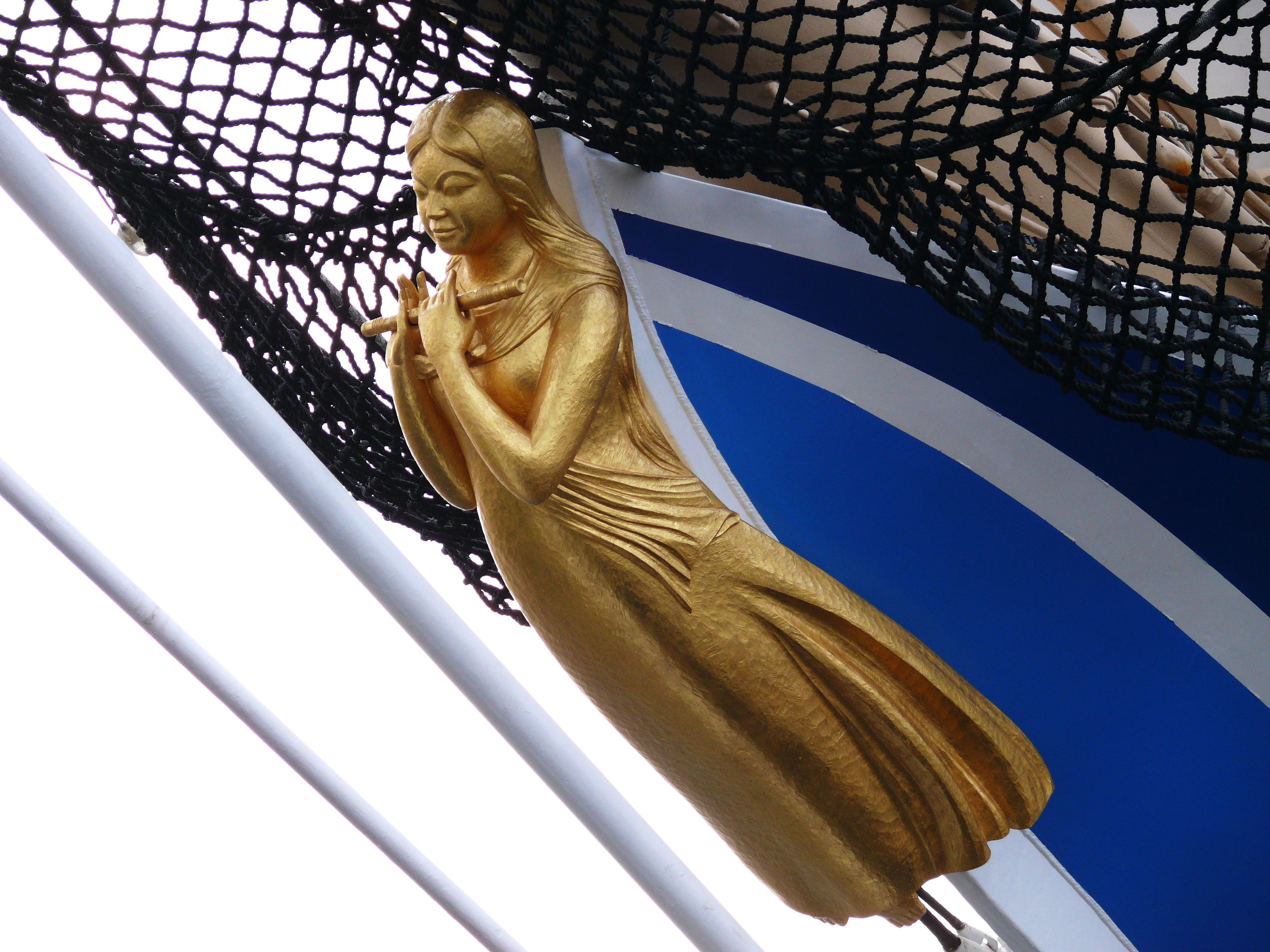
海王丸の船首像

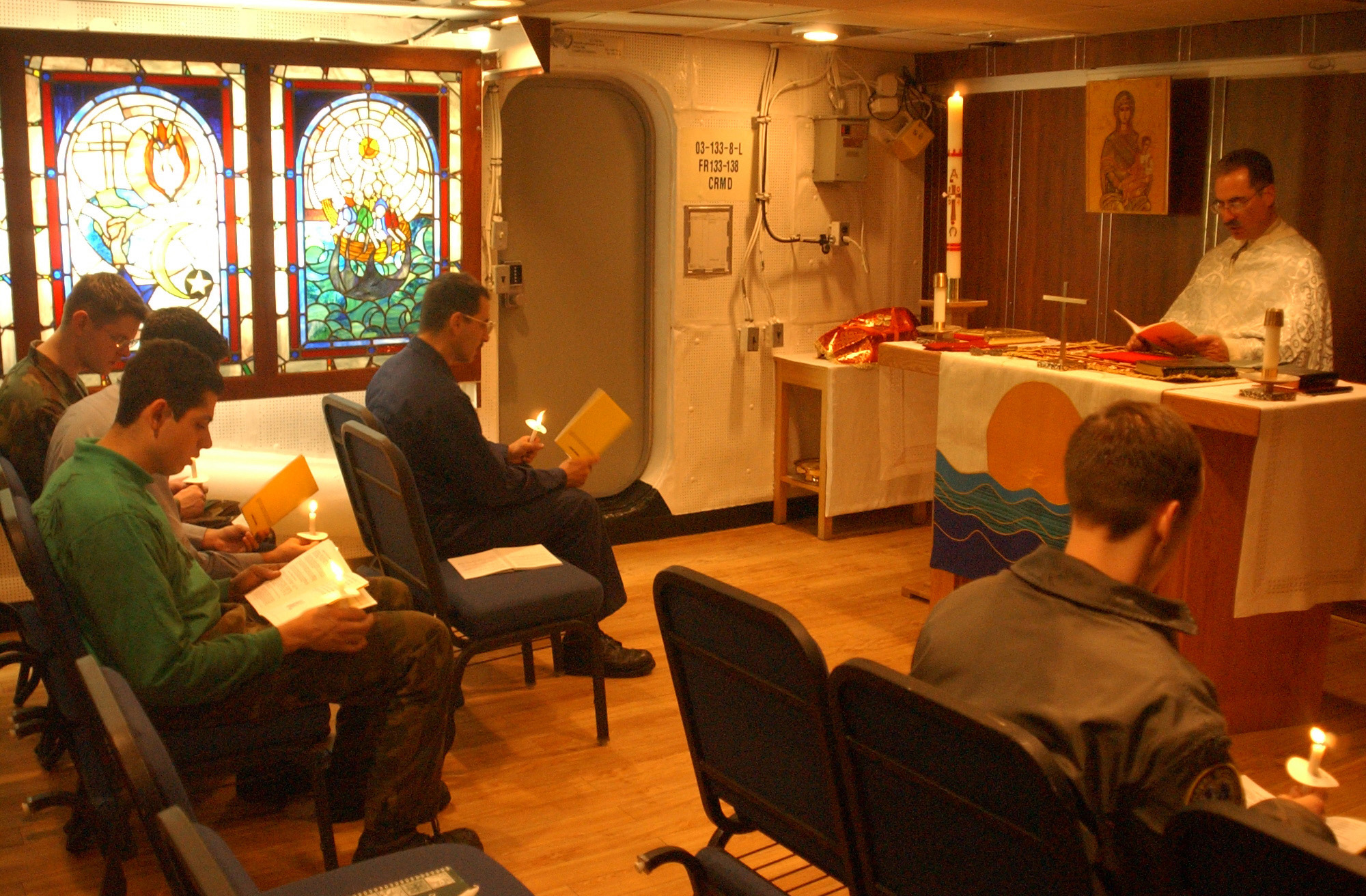
空母ハリー・S・トルーマン 艦内の礼拝所

船霊（ふなだま）とは海の民が航海の安全を願う神。船玉とも表記する。地方により、フナダマサン、フナダンサン、オフナサマなど、様々な異名がある。
御神体が有る場合は、人形、銅銭、人間の毛髪、五穀、賽などを船の柱の下部、モリ、ツツと呼ばれる場所に安置し、一種の魔除け・お守り的な役目を果たす。また、陸上に船霊を祀る神社をおく場合もある。近年では地上の神社のお札を機関室などに納めることが多い。
日本では船霊は女性の神であるとされる。海上に女性を連れて行ったり、女性が一人で船に乗ると、凶事があるとして忌む傾向がある。元来は巫女が入ったものと考えられ、その女性を指して「オフナサマ」といったためにこのようなタブーができたと考えられる
船霊を祀るのは漁民、船大工などが主である。船が完成すると棟梁は船霊をまつる儀式を執り行う。
海外で船霊にあたるものとしては、中国の媽祖などが近い存在であるとされている。
西洋においては航海の安全を祈願しバウスプリットの根元から船首にかけて、船首像（フィギュアヘッド）と呼ばれる女神の像を取り付ける習慣があり、日本でも西洋式の帆船で採用例がある。ヨーロッパにおける軍艦内部の宗教施設としては、キリスト教の礼拝堂（教会堂）が挙げられる。イギリス海軍の事例では、巡洋戦艦「フッド」の礼拝堂はパイプオルガンを備えていた。戦艦「マレーヤ」の艦内礼拝堂には、ユトランド沖海戦で戦死した同艦乗組員の姓名を祀ってあった。なお異なる宗教の将兵が一隻の軍艦に配属されているため、宗教儀式も複雑であったという
現代の軍艦には採用されないが、アメリカ海軍の空母には艦内にキリスト教の礼拝所（小教会）が設けられている。

## 勧請する神社
日本海軍はその草創期から、艦艇の名称には人名ではなく、旧国名、山岳名、河川名、気象名などを用いてきた。これは明治天皇が艦名に偉人の名前を冠することを嫌ったためである。艦内神社がどの神社を祀るかについて、あるいは艦内神社の規模について、海軍として明確な規定があるわけではない。
大体はその艦名に関わりの深い神社が祀られることが多い。駆逐艦や潜水艦の場合は、おおむね伊勢神宮である。
艦長の意向によって決まる例もあった。特設水上機母艦「君川丸」の場合、民間船から特設水上機母艦になった際、艦長が主計長に「艦内神社を奉斎したい」と相談。そこで市川主計長の父が宮司を務める川崎稲毛神社（主祭神武甕槌神）より分祀をおこなった。
艦名に関連する事例は以下の通り。
戦艦「安芸」は艦内に安芸國一之宮である厳島神社を勧請しており、これは当時の安芸艦長であった矢島純吉海軍大佐の発案であったという。
戦艦「長門」であれば長門國一之宮である住吉神社のように、旧国名という特徴からか戦艦にはその國の一之宮が祭られる傾向があったという。
戦艦「扶桑」の場合、当初は男山八幡（石清水八幡宮）を祀っていたが、1932年（昭和7年）に伊勢神宮を合祀した。
例外もあった。戦艦「三笠」では、艦長室の神棚に筥崎宮の「敵国降伏御守護」を祀っており、同艦が第四予備艦になった際に八角三郎大佐（第17代艦長）が神棚を回収、その後、記念艦「三笠」の艦長室に復元された。それとは別に、記念艦「三笠」には東郷神社の神棚が奉安されている（本記事冒頭の写真）。
戦艦「大和」の場合、戦艦であれば旧国名であるので、大和國一之宮大神神社を勧請すると思われるが、実際に艦内に祀られていたのは大和神社であるとされている。このように、艦によってさまざまであった。余談であるが、戦艦「大和」は沖縄特攻出撃時(坊ノ岬沖海戦)、艦内にあった「大和神社の図」を撤去したという。図会は現在江田島の教育参考館に展示されている。
また、重巡洋艦、巡洋戦艦などは山岳名が艦名に用いられているが、戦艦「榛名」（竣工時は巡洋戦艦）は榛名神社、重巡「那智」は熊野那智大社、重巡「足柄」は足柄神社のように、艦名と同じ神社を祀る場合も多い。
重巡「高雄」は、高雄山（京都市）に縁がある京都護王神社より御分霊を奉祀した。
重巡「古鷹」は艦橋に艦内神社をもうけていたが、勧請元は不明という事例もある。
軽巡洋艦などは、艦名と由来のある神社から奉斎している。軽巡「球磨」の艦内神社は、熊本県球磨郡水上村にある市房山神宮。軽巡「由良」の艦内神社は由良川河口の由良神社。同型「阿武隈」の艦内神社は白河市の白河鹿島神社で、同社は阿武隈川の流域に位置する。軽巡「神通」の艦内神社は富山県高岡市の射水神社であるが、これは神通川の流域ではない。
三菱重工業横浜船渠が建造した香取型練習巡洋艦4隻（香取、鹿島、香椎、橿原《建造中止》）の場合、艦名頭文字を『Ｋ』で統一した結果、それぞれ頭文字『Ｋ』の神宮（香取神宮、鹿島神宮、香椎宮、橿原神宮）から分祀した。
駆逐艦の場合、艦名と祭神は基本的に一致しない。駆逐艦や潜水艦などの小型艦艇の場合、植民地神社に祀られる神宮大麻は大きいため搭載できず、1932年（昭和7年）を機会に伊勢神宮は特別の小型大麻を用意することになった。
吹雪型駆逐艦「電」のように「電神社」が存在した事は記録に残るが、勧請先については不明である。駆逐艦「涼月」の事例では、坊ノ岬沖海戦で大破した際に艦内神社（涼月神社）を炎上喪失、内地帰投後に改めて伊勢神宮で御神体を拝領したという。
浅間丸型貨客船「秩父丸」は、当初船名に由来する秩父神社の神霊を船橋内に奉安した。後日「鎌倉丸」に改名した際、あらためて鎌倉宮から勧請している。
氷川丸級貨客船3隻（氷川丸、日枝丸、平安丸）の場合、船名前頭文字を『Ｈ』で統一した結果、それぞれ頭文字『Ｈ』の神社（氷川神社《大宮》、日枝神社《東京都千代田区》、平安神宮）を勧請した。
艦内神社の神鏡は、起工時の鋼板の一部を磨いて製造するのが慣例であったという。
また神社から社殿の模型が寄贈されることもあった。
戦艦「摂津」は、大阪市長（当時）植村俊平を通じて住吉大社（摂津国一宮）の縮小模型が寄贈された。
空母「加賀」（加賀型戦艦）は、白山比咩神社（加賀国一宮）より社殿を寄贈された。
重巡「鳥海」は、鳥海山大物忌神社より宮殿を寄贈された。
重巡「熊野」には、和歌山県知事を通じて熊野本宮大社縮小神殿寄贈の申し入れがあった。
軽巡「多摩」は大國魂神社（武蔵国総社）より金属製社殿の寄贈を受けた。

## 現代の艦内神社

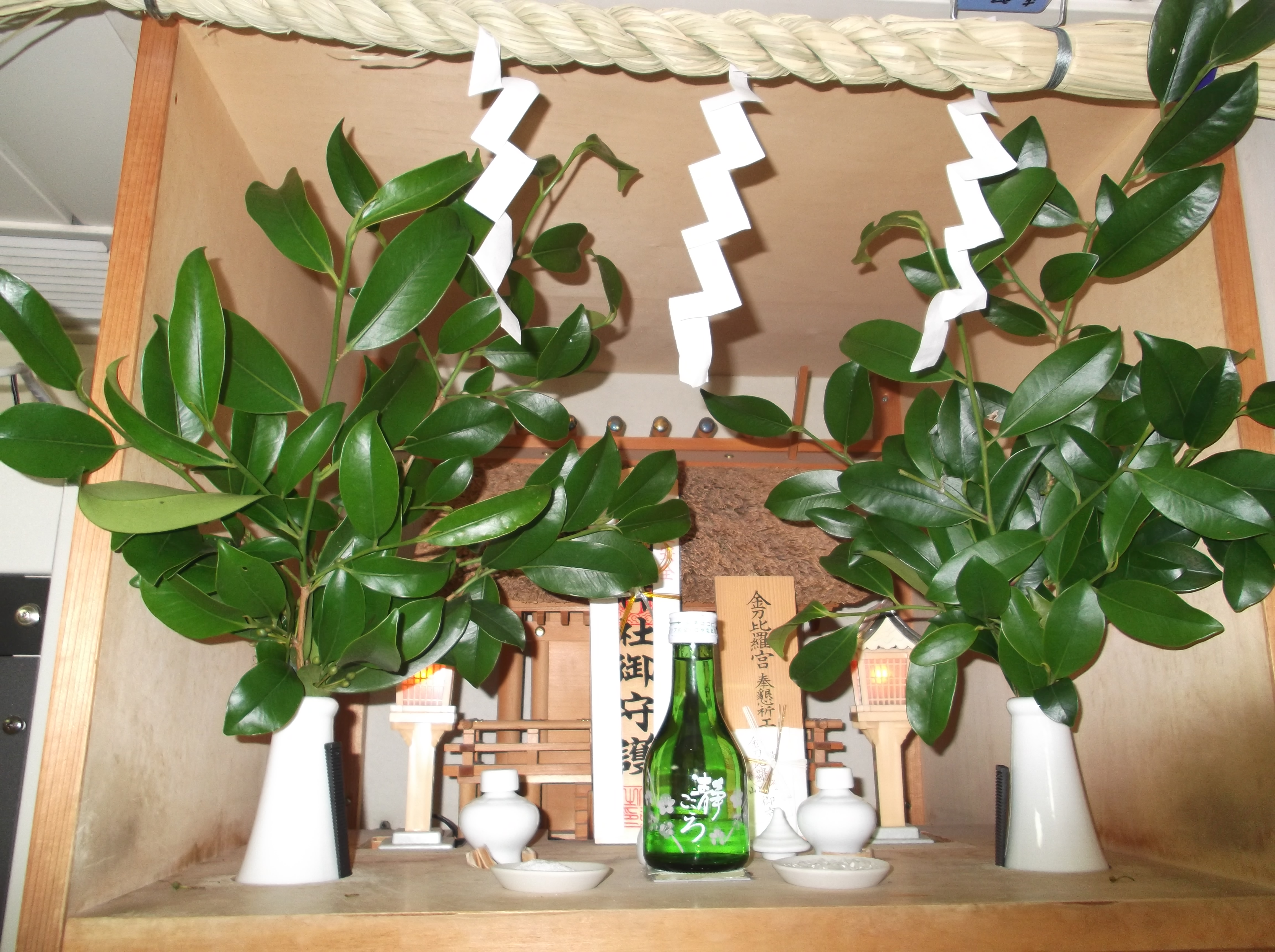
望星丸の神棚

現行の海上自衛隊が保有する艦艇においても、艦内神社は存在している。これは日本海軍時代と同様、明確な規定がある訳ではなく、船員の私幣によって祀られているものである。
自衛艦はその艦名の殆どを従来の日本海軍の艦名から引き継いでおり、艦内神社もまた同じ神社を祀る場合が多い。一方で日本海軍時代とは異なる神社を勧請する場合もあるが、その多くはやはり別の視点から艦名に関わりの深い神社である場合が多い。
日本の民間船では神社を勧請することは少ないが、船霊を奉った神棚を設置する船は多い。

## 艦内神社が登場する作品
- ハワイ・マレー沖海戦 - 真珠湾攻撃の際、出撃前の搭乗員が一礼する様子が描写される。